# حالا چه؟ یادم بیاور
حالا چه؟ به من یادآوری کن (به پرتغالی: E Agora? Lembra-me) یک فیلم مستند پرتغالی محصول سال ۲۰۱۳ به کارگردانی خواکیم پینتو است. این فیلم در هشتاد و هفتمین دوره جوایز اسکار به عنوان نامزد ورود به بهترین فیلم خارجی زبان پرتغالی انتخاب شد، اما در نهایت نامزد نشد.
این فیلم یک مستند اول شخص دربارهٔ زندگی پینتو با اچ‌آی‌وی است، که هم زندگی خانوادگی او با همسرش نونو لئونل و هم تجربیات او در آزمایش‌های بالینی داروهای ضدرتروویروسی مختلف را مستند می‌کند.

## بازیگران
- خواکیم پینتو در نقش خودش
- نونو لئونل در نقش خودش